# フランツ・ヨーゼフ・ニーデンツ
フランツ・ヨーゼフ・ニーデンツ（Franz Josef Niedenzu、1857年11月29日 - 1937年9月30日）はドイツの植物学者である。
現在はポーランド領のコペルニキ（Koperniki、ドイツ語名 Köppernig）で生まれた。ニサで初等教育を受けた後、ブレスロー大学で数学と科学を学んだ。高校で教えた後、アドルフ・エングラーの研究助手となり、エングラーがベルリン大学の教授に招聘されるとニーデンツもベルリンに移った。
1892年にブラウンスベルクの高校（Lyceum Hosianum、後に）の数学と科学の教師となり、ブラウンスベルクに植物園を開き、トマトやアメリカ大陸の植物の栽培を行った。専門は植物分類学でエンゲラーの大系を発展させた。Christian August Friedrich Garckeの"Flora von Deutschland"（「ドイツの植物」）の20巻から22巻を編集した。キントラノオ科（Malpighiaceae）の研究で知られる。多くの植物の種や属の記載を行った。ニーデンツの記載した属にはAlcoceratothrix (Byrsonimaのシノニム)、Callyntranthele ( Blepharandraのシノニム)、Cordobia、Diaspis (Caucanthusのシノニム)、Malpighiodes、Sprucinaがある。 1925年にAkademie Braunsbergの校長となった。